# Тепкаев, Турпал Лечиевич
Турпал Лечиевич Тепкаев (род. 17 мая 1997, Аргун, Чечня) — российский дзюдоист, победитель Кубка России 2021 года, серебряный призёр чемпионата России 2021 года, мастер спорта России международного класса (2021). Выступает в полусредней весовой категории (до 81 кг). Серебряный призёр первенств России 2013 и 2014 года среди кадетов. Чемпион (2015) и бронзовый призёр (2016) первенств страны среди юниоров. Чемпион России среди молодёжи 2018 года. Чемпион Европы 2014 года среди кадетов. Бронзовый призёр первенства Европы 2016 года среди юниоров. В 2017 году Тепкаев стал серебряным призёром первенства мира среди юниоров. В 2019 году стал чемпионом Европы среди молодёжи.

## Спортивные результаты
- Чемпионат России по дзюдо 2021 года — ;
- Кубок России по дзюдо 2021 — ;
- Большой шлем 2019[англ.] года (Осака) — ;
- Чемпионат Европы по дзюдо до 23 лет 2019 года[англ.]
- Кубок Европы Оренбург 2019 года
- Первенство России по дзюдо 2019 года Екатеринбург
- Открытый чемпионат Азии в Актау 2019 года
- Первенство Европы по дзюдо в Ижевске 2019 года
- Чемпионата Европы по дзюдо 2018 года Германия
- Кубок Европы среди юниоров Оренбург 2018 года
- Кубок Европы в Словении 2018 года
- Первенство России по дзюдо до 23 лет 2018 года Смоленск
- Кубок Европы по дзюдо 2017 года Санкт-Петербург
- Всероссийский турнира по дзюдо 2017 года г. Минусинск
- Чемпионат мира по дзюдо 2017 года Хорватия
- Кубок Европы среди юниоров 2016 года Венгрия
- Первенство мира по дзюдо 2015 года Абу-Даби
- Кубок Европы по дзюдо 2015 года Австрия
- Первенство России до 21 года 2015 года
- Первенство Европы по дзюдо 2014 года Афины
- Кубок Европы по дзюдо среди юношей и девушек 2014 года Берлин
- Кубок Европы в Австрии 2014 года
- Кубок Европы г. Тверь 2014 года